# Бабаец, Пётр Артемьевич
Пётр Артемьевич Бабаец (24 июля 1924 года, село Гидовщина — 11 октября 2007 года, Челябинск) — электросварщик Челябинского завода дорожных машин имени Д. В. Колющенко Министерства строительного, дорожного и коммунального машиностроения СССР. Герой Социалистического Труда (1966).

## Биография
Родился в 1924 году в крестьянской семье в селе Гидовщина (сегодня — Любарский район Житомирской области, Украина). Окончил неполную сельскую школу в родном селе. Трудовую деятельность начал в 1935 году в местном колхозе. Во время оккупации Житомирской области был угнан в Германию на принудительные работы. Там же был освобождён и призван в ряды Красной Армии. Воинскую службу проходил в составе Группы советских оккупационных войск в Германии.
В 1947 году демобилизовался и переехал в Челябинск, где устроился на работу на Челябинский завод дорожных машин (сегодня — завод «Челябинские строительно-дорожные машины»). Трудился слесарем-сборщиком скреперов. Позднее при этом же заводе окончил курсы электросварщиков. Достиг высокого профессионального уровня. Трудился на участке, выпускающим продукцию на экспорт. За высокое качество продукции получил личное клеймо ОТК. Внёс несколько рационализаторских предложений в сварку в среде углекислого газа и в усовершенствование конструкции сборочно-сварочных кондукторов, в результате чего производительность труда возросла на 20 %. Ежегодно перевыполнял производственный план 150—200 %. Член КПСС.
Досрочно выполнил личные социалистические обязательства и плановые производственные задания Семилетки (1959—1965) за 4 года и три месяца. План 1966 года выполнил за 6 месяцев. Указом Президиума Верховного Совета СССР от 23 июля 1966 года «за выдающиеся успехи в выполнении заданий семилетнего плана и достижение высоких производственных показателей в работе» удостоен звания Героя Социалистического Труда с вручением Ордена Ленина и золотой медали Серп и Молот.
Был наставником рабочей молодёжи, воспитав к 1968 году 11 квалифицированных электросварщиков.
С 1979 года — мастер производственного обучения в ПТУ № 26, позднее — специалист в заводском отделе снабжения.
В 1992 году вышел на пенсию. Проживал в Челябинске, где скончался в октябре 2007 года. Похоронен на Шершнёвском кладбище в Челябинске.
Память
Его имя занесено на Доску почёта и в Книгу почёта завода им. Д. В. Колющенко.